# Мама готви по-добре
„Мама готви по-добре“ е кулинарно щафетно гейм-шоу, което стартира на 15 февруари 2016 г. по bTV.

## Концепция
Два отбора, съставени от майка и нейното пораснало дете, се състезават последователно на една от най-оспорваните сцени – готварския плот, за да се преборят за благоволението на съдията и финансовата награда. Наред с това те са изправени пред неумолимо изтичащите минути, които във всеки епизод са съобразени с времето, необходимо за обработване на „тайната съставка”, която ще бъде в основата на мамината рецепта.
Уловката се крие в това, че само детето има право да готви, а неговата майка - да го напътства и съветва. Когато ситуацията в кухнята стане напечена и детето има нужда от помощта на мама, тя може да му я окаже, като натисне своя „паник бутон”. Рискът в намесата на мама се крие в това, че времето за приготвяне на храната ще се съкрати наполовина, докато тя не излезе от кухнята отново.

## Оценяващи съдии
| Съдия             | Период                              |
| ----------------- | ----------------------------------- |
| шеф Ивайло Петков | 15 февруари 2016 – 23 март 2016     |
| шеф Георги Матев  | 24 март 2016 – 13 октомври 2016     |
| шеф Иван Звездев  | 26 октомври 2016 – 30 декември 2016 |

## Сезони
| Сезон | ТВ канал | Водещ           | Период на излъчване                  |
| ----- | -------- | --------------- | ------------------------------------ |
| 1     | bTV      | Александър Сано | 15 февруари 2016 – 27 май 2016       |
| 2     | bTV      | Александър Сано | 12 септември 2016 – 30 декември 2016 |